# Estádio Municipal Mário Pinto de Souza
O Estádio Municipal Mário Pinto de Souza, apelidado de Noroeste, é um estádio de futebol localizado na cidade de Aquidauana no estado de Mato Grosso do Sul e tem capacidade para 5.000 pessoas.  